# Samsung Galaxy

Samsung Galaxy (estilizado como SΛMSUNG Galaxy) é uma série de celulares, tablets e notebooks fabricados pela Samsung. A linha de produtos inclui modelos básicos, intermediários e avançados. Atualmente, oferece smartphones para as linhas Galaxy A, Galaxy S, Galaxy Note, Galaxy M, Galaxy F e Galaxy Z (dobráveis). A marca também oferece a linha de relógio inteligente Galaxy Watch e Galaxy Fit, de laptops Galaxy Book e Galaxy Chromebook e de fones de ouvido Galaxy Buds.

## Definições

### Categorias
Os celulares da série Galaxy estão categorizados da seguinte maneira:
| Letra | Nomenclatura                        | Classe                 |
| ----- | ----------------------------------- | ---------------------- |
| Note  | Phablet e Tablets com caneta Stylus | Avançada Principal     |
| S     | Supersmart                          | Avançada Principal     |
| A     | Alpha                               | Intermediária Avançada |
| M     | Millenial                           | Básica                 |
| Z     | Zero                                | Avançada               |
| F     | Fun                                 | Básica                 |
| Tab   | Tab                                 | Tablets                |
| Book  | Book                                | Notebooks              |

| Letra  | Nomenclatura | Classe                         |
| ------ | ------------ | ------------------------------ |
| K      | Kapture      | Câmera combinada com o celular |
| R      | Royal        | Intermediária avançada         |
| J      | Joy          | Intermediária avançada         |
| E      |              | Intermediária                  |
| W      | Wonder       | Intermediária                  |
| ACE    | ACE          | Intermediária básica           |
| Y      | Young        | Básica                         |
| Pocket | Pocket       | Básica                         |
| Z      | Zero         | Tizen OS                       |

Há também, outros celulares que não se encontram nesta lista, que podem estar em estado de descontinuação.

### Modelos
- Modelos principais da série Note: GT-Nnnn0 (antigo) e SM-Nnn0 (novo).
- Modelo principal: GT-Snnn0 (antigo) e SM-G9nn0/SM-G9n0 e SM-G9n5 (Modelos Plus).
- Modelos principais de dois chips: GT-Snnn2, SM-Gnnn/DS, SM-Gnnn/DD e SM-Gnnn2.
- Modelos 4G/LTE: GT-Snnn5, GT-Nnnn5, GT-Pnnn5, GT-Innn5, SM-NnnnF, SM-Tnn5 e SM-GnnnF.
- Modelos principais da série Tab: GT-Pnn00/10 (antigo) e SM-Tnn0/1 (novo).
- Modelos da série K: SM-C115
- Modelos da série Note: GT-Nx, SM-Nx, SM-Px (Tablets)
- Modelos da série S: GT-Ix, SM-Gx, GT-Sx
- Modelos da série R: GT-Sx, SM-Gx
- Modelos da série A: SM-G850F, SM-Ax,
- Modelos da série J: SM-Jx
- Modelos da série E: SM-Ex
- Modelos da série W: SM-Gx
- Modelos da série Pocket: GT-S5x
- Modelos da série Z (antiga versão): Samsung Z1 Z130H, SM-Z130H/DS

## Samsung i7500

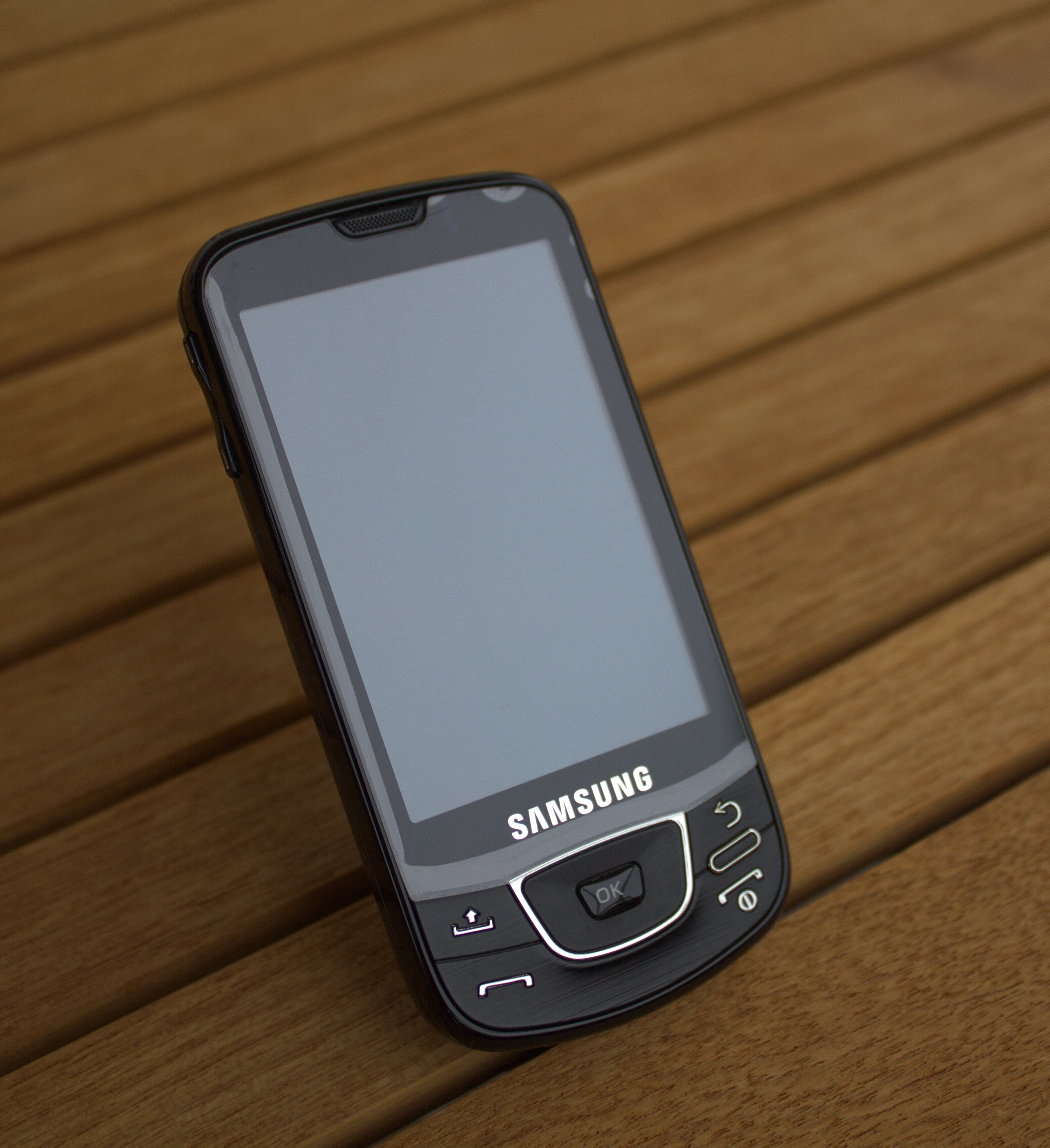
Samsung Galaxy, primeiro lançamento da linha

O Samsung Galaxy, conhecido como Samsung i7500 em alguns países, é o primeiro celular fabricado pela Samsung que usa o código aberto do sistema operacional Android. Anunciado em abril de 2009.

### Recursos
O i7500 é um celular 3.5G, ele oferece GSM quad-band. O telefone tem uma tela de 3.2 polegadas AMOLED sensível ao toque, câmera de 5 mpx e uma bússola digital.
O celular oferece um conjunto de serviços móveis do Google, incluindo o Pesquisa do Google, Gmail, YouTube, Google Agenda e Google Talk. Ele também suporta MP3, AAC, WMA, H.264.

## Samsung Galaxy 5
O Samsung Galaxy 5 é um celular que desde 2010, este é o celular feito pela Samsung mais barato que usa o sistema operacional Android. Ele foi apresentado ao público no dia 15 de junho de 2010. Com um design muito parecido com a linha Corby também da Samsung.

## Samsung Galaxy Y
Samsung Galaxy Y ou Young é uma família de celulares da Samsung que possuem o sistema Android 2.3, com a interface TouchWiz e processador ARMv6 com 832Mhz.
O Samsung Galaxy Y foi lançado no Japão em outubro de 2006 e teve sua chegada ao Brasil em janeiro de 2007. O aparelho ficou disponível no mercado até meados de 2010, quando a Samsung anunciou o lançamento do Galaxy Ace.
Caracteriza-se por preços bastante acessíveis mas com bom desempenho e varia em 8 versões, sendo as seis primeiras rodando Android 2.3 Gingerbread (Galaxy Y, Galaxy Y Duos, Galaxy Y TV, Galaxy Y Pro e Galaxy Y Pro Duos) e os 2 modelos mais novos rodando Android 4.2 Jelly Bean (Galaxy Young e Galaxy Young Duos TV).

## Samsung Galaxy Ace
O Samsung Galaxy Ace, é uma série de celulares lançada pela Samsung em fevereiro de 2011, sendo o sucessor do Galaxy 3 (Samsung i5800).
O Galaxy Ace é um dos 4 lançamentos da Samsung com foco em celulares de baixo custo baseados em Android 4.0, com hardware entre o Galaxy 3 e o Galaxy S, com um processador Qualcomm MSM7227 de 800 MHz e uma gráfica processador GPU Adreno 200.

## Samsung Galaxy Pocket
O Samsung Galaxy Pocket é um aparelho pequeno no tamanho com um preço bem acessível. Ele possui um processador Single-Core de 832 MHz e 1 GB de RAM, memória interna de 3 GB, câmera de 2 megapixels, tela de 2.8", Android 2.3 Gingerbread, Bluetooth 3.0, Wi-Fi e Funções Google. O incrível é que tudo isso cabe na palma da sua mão em apenas 98g. A linha Galaxy Pocket varia em 4 versões: A original (Galaxy Pocket); com 2 chips (Galaxy Pocket Duos); com Android 4.0 Ice Cream Sandwich (Galaxy Pocket Plus), e; com Android 4.0 e 2 chips (Galaxy Pocket Plus Duos).

## Samsung Galaxy Tab

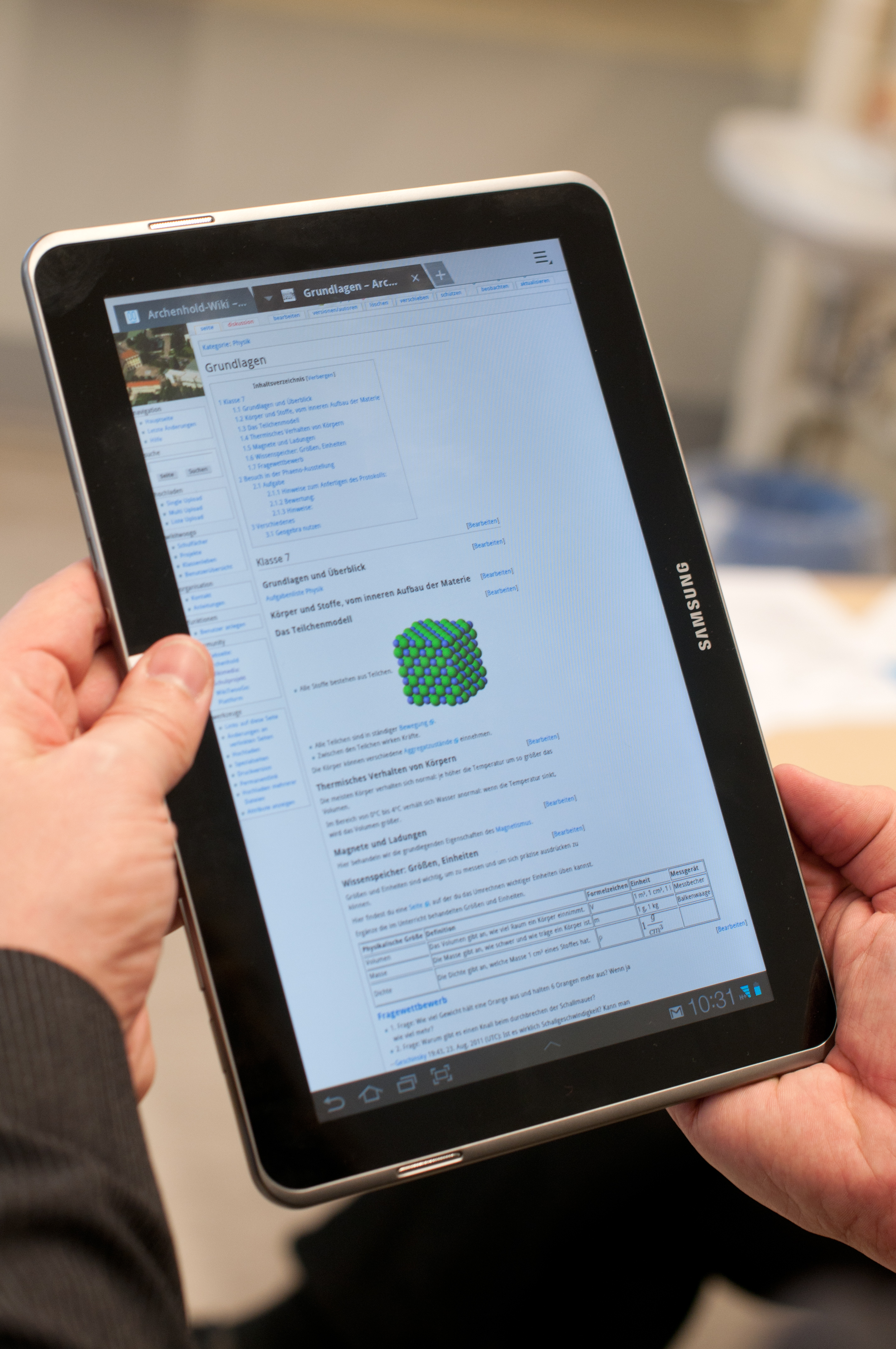
Samsung Galaxy Tab

O Samsung Galaxy Tab é o nome dado aos tablets produzidos pela Samsung. O primeiro aparelho da série teve sua estreia em setembro de 2010. Possui uma tela LCD sensível ao toque de 7 polegadas (ou 180mm), acesso a Wi-Fi, processador ARM Cortex-A8 ("Hummingbird") de 1,0 GHz, sistema de entrada Swype. Outros modelos foram apresentados na feira CES de 2011.
Atualmente os modelos de tablet são:
- Samsung Galaxy Tab
- Samsung Galaxy Tab 7.7
- Samsung Galaxy Tab 7.0 Plus
- Samsung Galaxy Tab 8.9
- Samsung Galaxy Tab E
- []Samsung Galaxy Tab]] 10.1
- Samsung Galaxy Tab 2 7.0
- Samsung Galaxy Tab 2 10.1
- Samsung Galaxy Tab 3
- Samsung Galaxy Tab S3
- Samsung Galaxy Tab S4
- Samsung Galaxy Tab S5
- Samsung Galaxy Tab S6
- Samsung Galaxy Tab S6 Lite
- Samsung Galaxy Tab S8 Ultra
- Samsung Galaxy Tab S9 FE
- Samsung Galaxy Tab S9 FE Plus
- Samsung Galaxy Tab S9 Ultra
- Samsung Galaxy Tab S10 Plus
- Samsung Galaxy Tab S10 Ultra
- Samsung Galaxy Tab S10 FE
- Samsung Galaxy Tab S10 FE Plus

## Galaxy Note
O Samsung Galaxy Note é um celular tablet (phablet) com sistema Android anunciado na IFA 2011 em outubro de 2011. A principal atração do aparelho foi sua tela de 5.3" polegadas, menor que um tablet e maior, que um celular, além de vir com uma caneta Stylus incluída.

### Galaxy Note II
Empregava um processador quad-core de 1.6 GHz, 2 GB de RAM, tela capacitiva de 5.5" e um armazenamento de 64 GB. Foi o primeiro telefone da Samsung a vir com o Android na versão 4.1 "Jelly Bean" como padrão.

### Galaxy Note 10.1
O Galaxy Note 10.1 foi o primeiro tablet da linha Note da Samsung. Nele foram empregados um processador Quad-Core de 1.4 GHz, câmera de 3.15mp e LED flash, com tela capacitivo multitoque, resolução de 1280x800, sistema Android 4.0 Ice Cream Sandwich. Ainda conta com a caneta S Pen para auxilio à escrita e o uso do software incluso Adobe Photoshop Touch.

## Samsung Galaxy S
É uma família de produtos anunciada em março de 2010. Entre as características comuns aos aparelhos estão o use de um processador ARM, batizado de "Hummingbird", com 1 GHz, além de uma memória interna entre 8 e 16 GB, tela Super AMOLED de quatro polegadas (com resolução de 480x800 pixels) e câmera de cinco megapixel.
O modelo foi lançado em junho de 2010 em 100 países simultaneamente envolvendo 110 operadoras. Nos Estados Unidos, quatro modelos diferentes foram lançados para as quatro maiores operadoras locais, batizados como Epic, Vibrant, Fascinate e Captivate, entre junho e setembro de 2010.
No Brasil havia apenas um modelo da família, conhecido como GT-I9000B, baseado no modelo padrão mas com a adição da televisão digital (sintonizador ISDB-TB). Fabricados no país pela Samsung, aproveitando reduções de impostos para produtos fabricados no país. É possível gravar transmissões de TV para o cartão de memória para posterior visualização ou ainda gravar fotos (quadros) dos programas. Outros recursos como guia de programação e legendas também são compatíveis. O mesmo modelo esteve disponível em outros países latino americanos.

### Galaxy S II
O Samsung Galaxy S II foi lançado em junho 2011 no Brasil, com processador dual-core com 1.2 GHz e 1 GB de memória RAM, com modem de internet HSPA+, uma câmera de 8 megapixels que filma em alta definição 1080p e 30 fps, além de ser altamente fino com uma tela Super AMOLED Plus de 4.27".

### Galaxy S II Lite
O Samsung Galaxy S II Lite foi lançado em abril de 2012 com Android 2.3, uma versão com características entre o Galaxy S e o Galaxy S II. Com uma tela de Super AMOLED de 4 polegadas com resolução de 480 x 800 pixels a 233 ppi, um processador dual-core rodando a 1 GHz de memória RAM, uma câmera de 5 MP traseira com autofoco e uma câmera frontal de foco fixo de 1,3 MP.
Em janeiro de 2013, foi anunciado que a Samsung iria fabricar o modelo com Android 4.1 (Jellybean) descontinuando a versão com Android 2.3 (Gingerbread).

### Galaxy S III

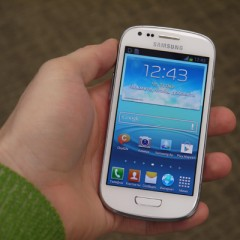
Samsung Galaxy SIII Mini

O Samsung Galaxy S III é um smartphone com processador Quad-core de 1.4 GHz, tela Super Amoled HD, e câmera de 8mp com resolução HD e LED flash.

### Galaxy S3 Mini
O Galaxy S3 mini é uma versão menor do Galaxy S3 com design minimalista e orgânico, para oferecer uma experiência ergonômica e confortável aliada a uma usabilidade melhorada. É um smartphone intermediário equipado com o sistema Android 4.1, com tela de 4 polegadas e resolução de 800 x 480 pixels. Possui processador dual-core de 1 GHz e memória RAM de 1 GB, memória interna de 16 GB, expansível via microSD. A câmera traseira do aparelho fotografa com resolução de 5 megapixels; a frontal oferece qualidade VGA para fotos. Completa as especificações a bateria de 1.500 mAh, que suporta 7 horas com internet 3G.
O S3 mini I8190 foi lançado em fevereiro de 2013 no Brasil com preço de R$ 1.200 nas cores azul e branca.

#### Especificações
- Rede /Conectividade sem fio Wi-Fi Direct
- EDGE/GPRS	 Sim
- Rede	 Quad Band (850 + 900 + 1800 + 1900 MHz)
- HSPA	 HSDPA 850 / 1900 / 2100 MHZ
- 3G	 Sim
- Wi-Fi	 802.11a/b/g/n
- Sistema Operacional
- Android 4.1
- Tela
- Tecnologia	 Super Amoled
- Quantidade de Cores	 16 M
- Tamanho	 4"
- Resolução	 800 x 480
- Processador
- CPU Speed	 Dual Core 1 GHz
- Frequência	 Dual Core 1 GHz
- Memória
- 8 GB
- Câmera
- Resolução da câmera	 5.0
- Flash	 Sim
- Foco automático	 Sim
- Especificações físicas
- Dimensão (AxLxP)	 122 x 63 x 11 mm
- Peso	 120 g
- Conectores
- USB	 Sim
- MicroSD	 microSD até 32 GB
- Slot de memória externa	 microSD até 32 GB
- Bateria
- Capacidade	 1500 mAh
- Tempo de conversa	 2G: até 13 horas.

### Galaxy S4
O Galaxy S4 possui corpo de policarbonato de alta qualidade com sistema Android 4.2.2 TouchWiz Nature UX 5. Possui tela de 5.0 polegadas (0,2 polegadas maior que o Galaxy S III) com resolução de 1080p Super AMOLED Full HD 1920x1080 com 441 DPI com proteção Gorilla Glass 3, com memória RAM de 2 GB, câmera de 13 MP traseira e 2 MP frontal, grava em FullHD a 120 FPS. Conta com conexão WiFi tipo 802.11 a/b/g/n/ac, Bluetooth 4.0 com LE/EDR/A2DP, Micro-USB 2.0, GPS A-GPS/GLONASS. Pesa aproximadamente 130 gramas, e tem 7,9 milímetros de espessura.
Possui versões com armazenamento interno de 16 GB, 32 GB e 64 GB, com expansão via microSD de até 64GB.
Possui duas versões de processadores: versão 4G com processador quad-core Snapdragon 600, fabricado pela Qualcomm, com velocidade de 1.9 GH; versão 3G com processador Exynos 5410 Octa, dual e quad-core fabricado pela Samsung com velocidades de 1,6 GH Cortex A15 quad-core + 1,2 GH Cortex A7 quad-core, GPU Adreno 320 e uma bateria com 2600 mAh.
Também possui um termómetro, barómetro, medidor de humidade, sensor de infravermelhos, sensor de proximidade, acelerómetro, giroscópio, luz-ambiente, magnetómetro.
Diversas outras funções foram acrescentadas, como controle do aparelho sem a necessidade de toque na tela usando o Air Gesture (através de movimentos da mão) e o S-Voice (através de comandos de voz).

### Galaxy S5
O Galaxy S5 vem com sistema Android 4.4.2 (Kit Kat) com tela Super Amoled de 5,1 polegadas, resolução de 1920 x 1080 px (full HD) e com proteção Gorilla Glass III. Com um processador quad-core de 2,5 GHz, memória RAM de 2 GB, além de armazenamento interno de 16 ou 32 GB, com expansão por microSD de até 128 GB. O gadget fotografa com resolução de 16 MP na câmera traseira e 2 MP na frontal. Estão presentes uma bateria de 2.800 mAh e conexão USB 3.0.
A Samsung promete que esse modelo irá oferecer mais glamour aos consumidores, mas sem grandes alterações no design se comparado com a geração anterior de smartphones da Samsung, com a permanência dos traços. Uma mudança clara é a presença de uma nova tampa traseira, que abandona os traços anteriores e aparece com perfurações estilizadas. O corpo do smartphone é um pouco mais longo do que o presente no S4, tendo 14,2 cm de altura e 7,25 cm de largura - sendo ele também um pouco mais espesso, com 0,81 cm -, o que representa um aumento de peso em 15 gramas. Quanto às cores, a Samsung afirma que além das opções preto e branco, o aparelho agora poderá ser adquirido em versões azul e “ouro acobreado”. Um detalhe difícil de ser percebido está no botão “Home”, que integrado ao aparelho. Além de desempenhar as funções normais, agora apresenta um leitor de impressões digitais, ideal para garantir mais segurança no desbloqueio da tela do aparelho.
Uma das principais melhorias em relação à geração anterior esta na câmera, com um sensor mais poderoso com modo HDR - aproveitando a o processador mais rápido - chegando a resolução de 16 MP e com foco automático de 0,3 segundos. Possibilitando gravação de vídeos com gravação de vídeos em resolução Ultra HD (4K).
Também teve a inclusão do recurso “Foco Seletivo”, onde as imagens podem ter o foco em uma área específica, fazendo com que os planos de fundo fiquem embaçados de um modo mais profissional e simulação de efeitos de profundidade.
Bateria removível e mais potente de 2.800 mAh, a autonomia de bateria pode chegar às 21 horas de conversação e 16 dias em standby, graças ao novo modo Ultra Power Saving Mode.
Internamente o aparelho também conta com melhorias, com uso do processador Qualcomm Snapdragon 801 quad-core, com velocidade de de processamento de 2,5 GHz (clock), sendo muito eficiente em questões energéticas.
O Samsung Galaxy S5 chega ao mercado com sistemas de auxílio para pessoas interessadas em manter-se em forma. O sistema S Health 3.0 com sistemas de registro de alimentação, pedômetro e também um medidor de batimentos cardíacos.
Também foi revelado que o Galaxy S5 possui certificação IP67. Isso significa que o smartphone é resistente à água e à poeira, podendo ser mergulhado por 30 minutos em até um metro de profundidade.

#### Especificações
- Sistema Operacional (SO): 4.4.2 KIT-KAT
- Processador: Qualcomm Snapdragon 801, quad-core com clock 2,5 GHz
- Tela: 5,1 polegadas, Super Amoled
- Resolução: 1920 x 1080 pixels
- Densidade de Pixels: 432 ppi
- RAM: 2 GB
- Armazenamento Interno: 16 ou 32 GB (Expansível com um cartão MicroSD)
- Conectividade: WiFi, Bluetooth, NFC, 3G e 4G
- Câmera: Traseira 16 Megapixels (grava videos em 4k) e Frontal 2 Megapixels
- Bateria: 2.800 mAh
- Peso, Dimensões e Espessura: 145 g, 7,25 cm (largura), 14,2 cm (altura), 0,81 cm
- Extras: Sistema S Health 3.0, Leitor Biométrico (leitor de digitais, botão home/na tela), Resistência a água e Medidor de batimentos cardíacos
- Acessórios: Relógios Inteligentes, Samsung Gear e Samsung Gear Neo, Além das novíssimas Pulseiras gear fitness com sensor de batimentos cardíacos e todos com total sincronização com o aparelho.

### Galaxy S6
O modelo S6 possui duas variantes: o S6 Edge e o S6 Edge+, apresentado no evento "Samsung Unpacked 2015" durante o Mobile World Congress em março de 2015 e em agosto de 2015 com Samsung Galaxy Note 5. O modelo S6 Edge+ possui tela enrolada ao longo da lateral do dispositivo, a curvatura é utilizável para funções adicionais.

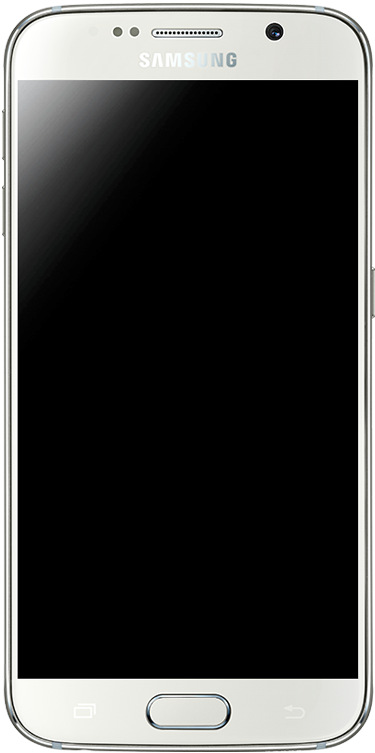
Samsung Galaxy S6

Embora o design geral do Galaxy S6 ainda apresenta algumas semelhanças com os modelos anteriores, a construção do próprio dispositivo foi renovada, com uma armação de metal unibody e apoio de vidro em vez de plástico. Os dispositivos também introduziu uma câmera melhorada, uma interface de usuário simplificada. Possui carregamento sem fio, suporte para pagamentos móveis com emulação de fita magnética de um cartão de crédito, um novo chip system-on-in-house que utiliza 14 nm, FinFET processo de fabricação, e uma melhora no Fingerprint scanner|scanner de impressões digitais.
Esse modelo recebeu críticas em sua maioria positivas, que elogiaram a mudança na qualidade da construção dos dispositivos em relação aos modelos anteriores, juntamente com melhorias para os seus monitores, desempenho, câmera. No entanto, a decisão da Samsung para remover a capacidade de expandir o seu armazenamento ou remoção da bateria foi muito criticado por usuários avançados, e o S6 Edge também foi criticado por não fazer muito uso da tela curvada para justificar o seu custo aumentado em relação ao padrão do Galaxy S6, que resultou em seu lançamento posterior.

### Galaxy S7

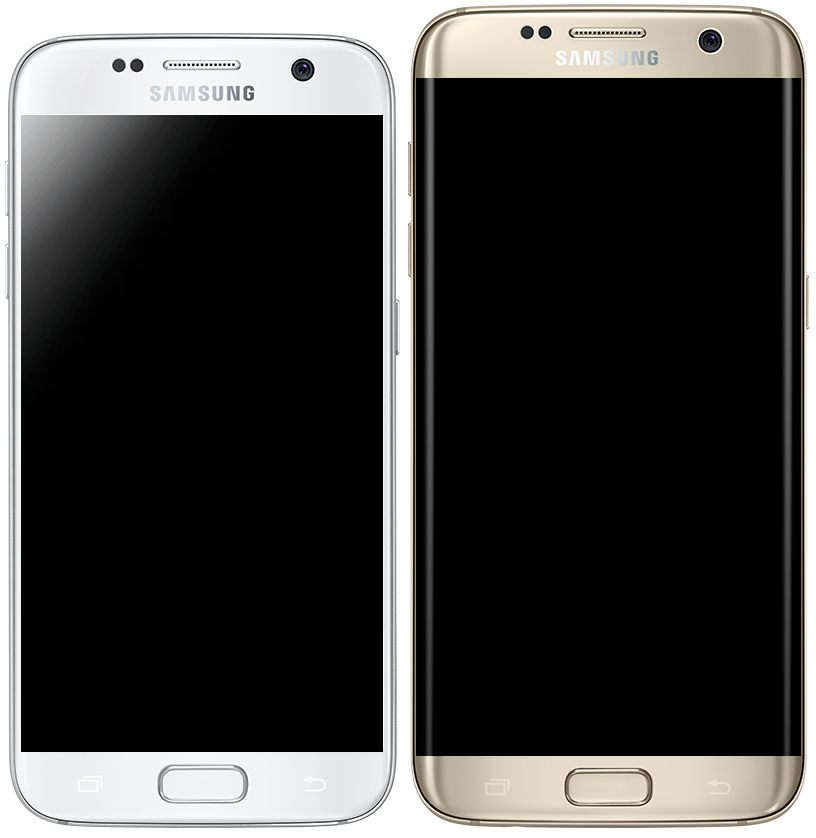
Samsung Galaxy S7 e o Samsung Galaxy S7 Edge

### Galaxy S8

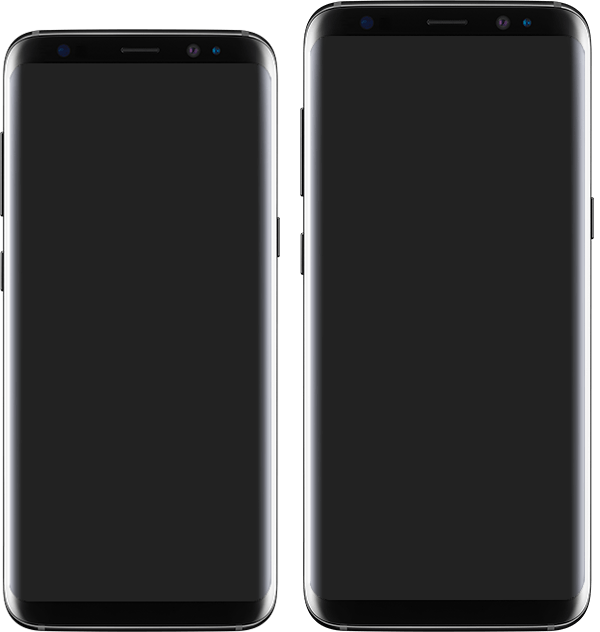
Samsung Galaxy S8 e o Samsung Galaxy S8+

### Galaxy S9

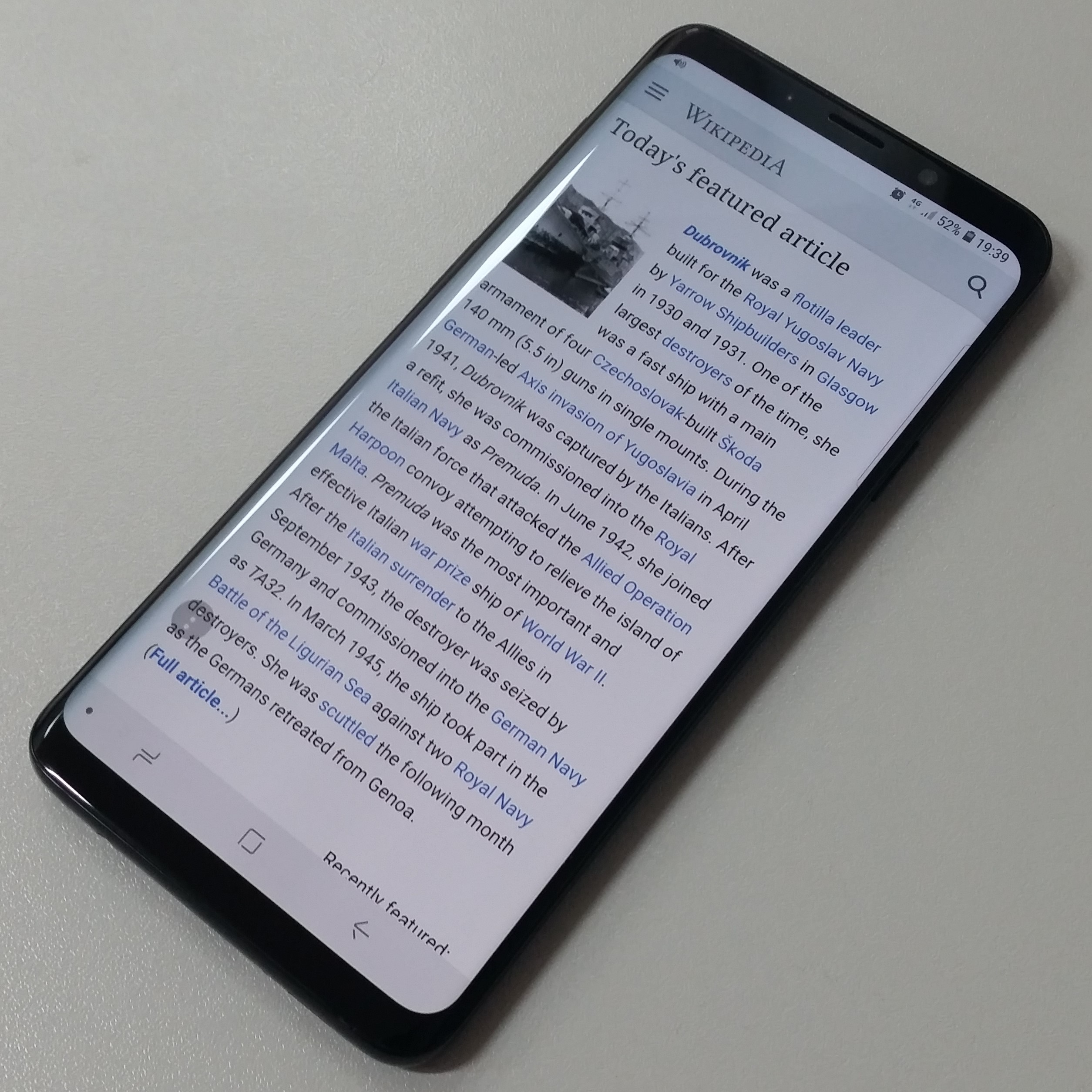
Samsung Galaxy S9+

O modelo S9 é um smartphone avançado (premium), com sistema operacional Android Oreo (8.1), lançado em fevereiro de 2018, no evento Mobile World Congress, na cidade de Barcelona (Catalunha). Este possui duas variantes: S9 e S9+.

### Galaxy S10
O modelo é um smartphone avançado (Premium), lançado com sistema operacional Android Pie (9), lançado em fevereiro de 2019. Possui 4 (quatro) variantes: S10e, S10, S10+ e S10 Lite

#### Características
- Tela com Display Infinity-O
- Telas de 5.8, 6.1, 6.4 e 6.7 polegadas
- Compartilhamento de bateria com outros dispositivos (Exceto o S10 Lite)
- Desbloqueio ultrassônico 3D sobre a tela de impressão digital
- Tela Dynamic AMOLED com HDR10+
- 3 (Três) câmeras traseiras e 2 (duas) frontais
- Câmeras traseiras: 12 MP teleobjetiva, 12 MP grande angular e 16 MP ultra-ampla
- Câmeras frontais: 10 MP câmera de selfie e 8 MP câmera de profundidade RGB
- Bateria de 4.100 mAh (padrão) do S10+, bateria de 3.400 mAh (padrão) do S10, bateria de 3.100 mAh (padrão) do S10e e bateria de 4.500 mAh (padrão) do S10 Lite.
- Carregamento 2.0
- 12 GB de memória RAM
- armazenamento de até 1TB expansível para até 1,5 TB
- LTE de até 2,0 Gbps e Wi-Fi de 1,2 Gbps
- Alto-falantes estéreo e Dolby Atmos com som tridimensional (Exceto o S10 Lite)
- Proteção de água e poeira IP68 (Exceto o S10 Lite)

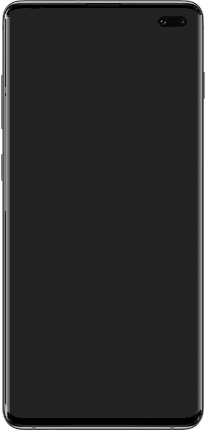
Samsung Galaxy S10+

- Samsung Galaxy S10+Processador NPU
- Cores disponíveis:
- Galaxy S10e, S10 e S10+
  - Branco-prisma
  - Preto-prisma
  - Azul-prisma
  - Amarelo-canário
- Galaxy S10
  - Branco-prisma
  - Preto-prisma
  - Azul-prisma
- Galaxy S10+
  - Branco-prisma
  - Preto-prisma
  - Azul-prisma
  - Branco-cerâmica
  - Preto-cerâmica